# María Paula Castelli
María Paula Castelli je argentinska hokejašica na travi. 
S argentinskom izabranom vrstom je sudjelovala na više međunarodnih natjecanja.

## Sudjelovanja na velikim natjecanjima
- SP 1994.
- Panameričke igre 1995.
- Trofej prvakinja 1995., 6. mjesto
- OI 1996. (7. mjesto)